# Federico Lombardi

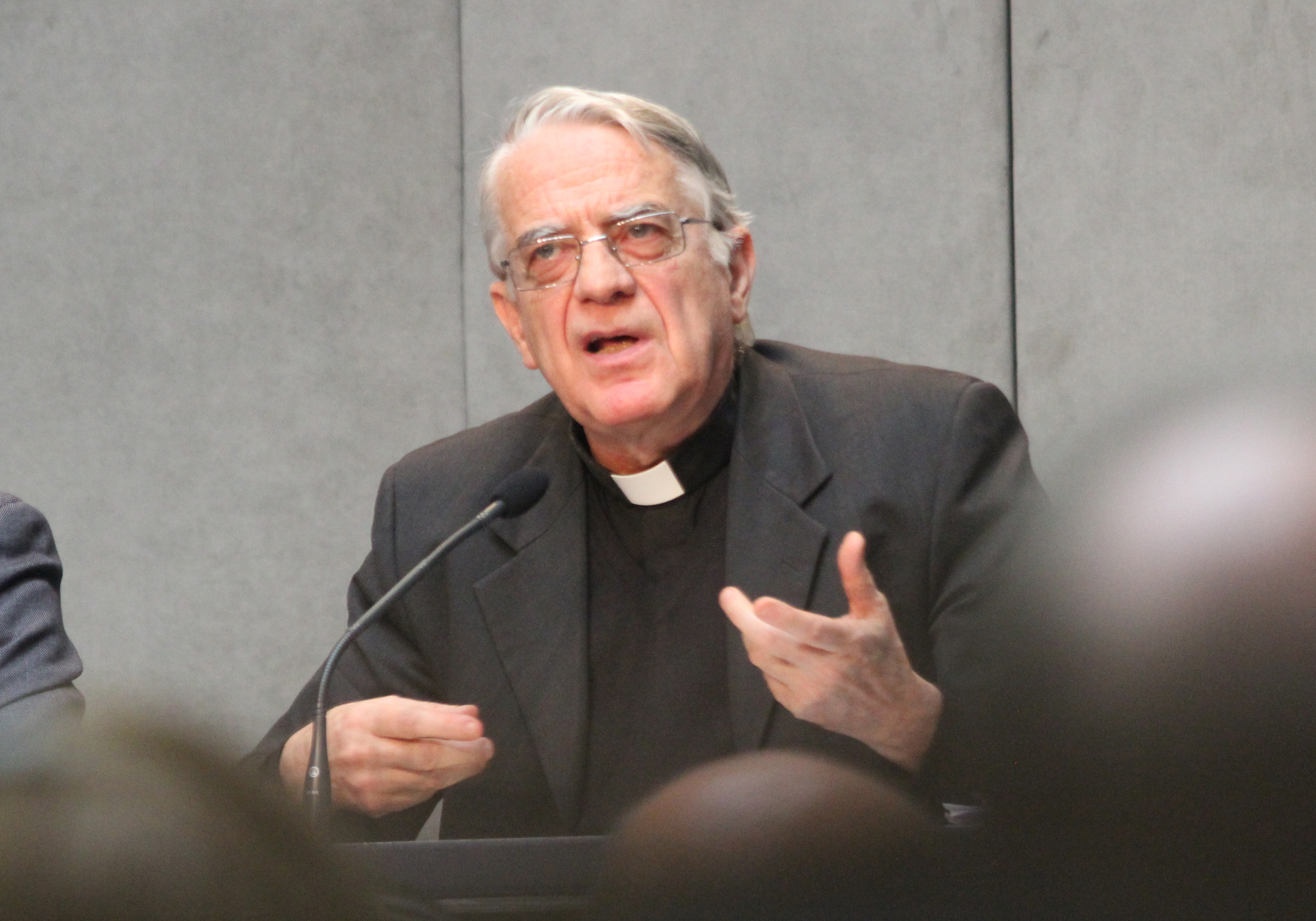
Federico Lombardi 2014

Federico Lombardi SJ (* 29. August 1942 in Saluzzo, Piemont) ist ehemaliger Leiter des vatikanischen Presseamtes und früherer Generaldirektor des Senders Radio Vatikan.

## Leben
Federico Lombardi stammt aus Saluzzo im Piemont und wuchs in Turin auf. Er trat am 12. November 1960 in den Jesuitenorden ein und studierte Philosophie in Gallarate (1962–1965), Mathematik in Turin (1965–1969) und Theologie an der Philosophisch-Theologischen Hochschule Sankt Georgen in Frankfurt am Main (1969–1973). 1972 empfing er das Sakrament der Priesterweihe. Sein Onkel Riccardo Lombardi war ebenfalls Jesuit und ein bekannter italienischer Volksmissionar.
Anschließend arbeitete er von 1973 bis 1977 bei der Jesuitenzeitung La Civiltà Cattolica und war 1977 bis 1984 stellvertretender Chefredakteur. 2018 kehrte er als Hausoberer – an die Spitze der in einer Hausgemeinschaft organisierten Redaktion – zurück. Von 1984 bis 1990 übte er das Amt des Provinzials der italienischen Jesuitenprovinz aus. 1991 ging er als Programmdirektor bei Radio Vatikan nach Rom. 2001 wurde er Direktor von Centro Televisivo Vaticano und 2005 Generaldirektor von Radio Vatikan.
Nach dem Rücktritt von Joaquín Navarro-Valls wurde er am 11. Juli 2006 von Papst Benedikt XVI. zum Leiter des vatikanischen Presseamtes ernannt. Als Pressesprecher des Heiligen Stuhls zählt er zu den bekanntesten Personen des Vatikans. Die Leitung des vatikanischen Fernsehzentrums Centro Televisivo Vaticano (CTV) gab er am 22. Januar 2013 an Dario Edoardo Viganò ab. Die 35. Generalkongregation der Gesellschaft Jesu wählte Lombardi 2008 zu einem der vier Generalassistenten „ad providentiam“.
Zum 1. März 2016 schied er als Generaldirektor von Radio Vatikan aus dem Amt. Seine Nachfolger als Pressesprecher des Vatikans sind der Amerikaner Greg Burke und stellvertretend die Spanierin Paloma García Ovejero, jeweils ab 1. August 2016.
Lombardi wurde nach seinem Ruhestands-Eintritt zum Verwaltungsratsvorsitzenden der vatikanischen Stiftung Joseph Ratzinger - Benedikt XVI. ernannt.

## Auszeichnungen
Am 18. April 2013 wurde Lombardi von der Allianz Group für seine Pressearbeit rund um den Rücktritt und die Neuwahl des Papstes als „Kommunikator des Jahres“ ausgezeichnet.
Am 22. Februar 2017 wurde Lombardi am Sitz der französischen Botschaft beim Heiligen Stuhl im Vatikan vom Vatikanbotschafter Frankreichs, Philippe Zeller, zum Offizier der französischen Ehrenlegion ernannt.